# Andrew Hugh Mackie
Andrew Hugh Mackie, britanski general, * 1897, † 1968.